# Philipp Jacob Spener
Pour les articles homonymes, voir Spener.
Philipp Jacob Spener (ou Philippe Jacques Spener), né le 13 janvier 1635 à Ribeauvillé et décédé le 5 février 1705 à Berlin, est un théologien luthérien allemand, originaire d'Alsace. Il est l'auteur de Pia desideria, considéré comme le texte fondateur du piétisme. Il est également un grand nom de la science héraldique en Allemagne. Son principal ouvrage, dans ce domaine, est le Theatrum nobilitatis Europae (1668-1678).

## Biographie

### Jeunesse et formation

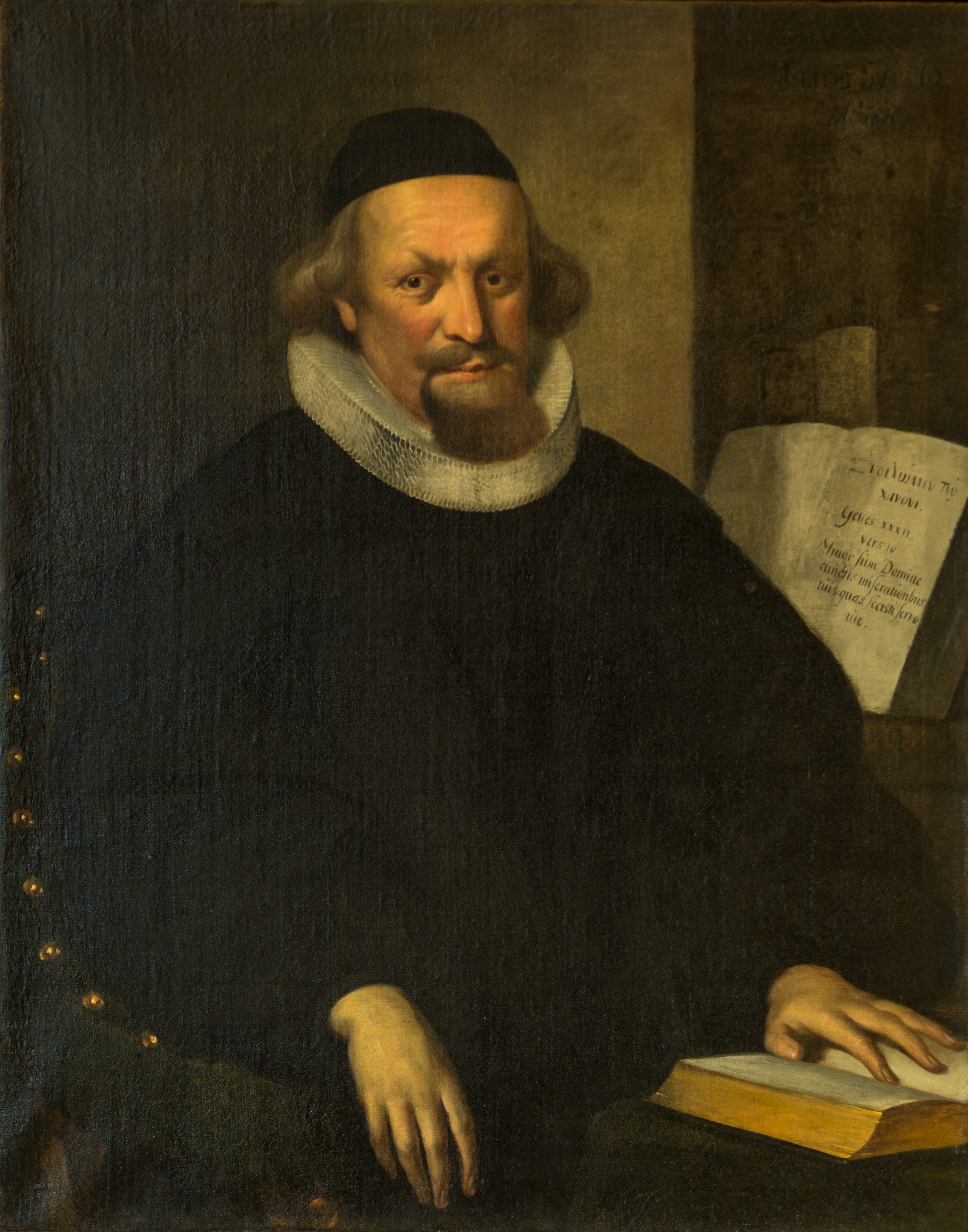
Jean Schmidt, professeur de théologie de Spener.

Philipp Jacob Spener est le fils d'Agatha Saltzmann et Johann Philipp Spener, un juriste et archiviste alsacien au service des comtes de Ribeaupierre. Il grandit dans un milieu familial très religieux, ses parents le destinant très tôt au service de Dieu. Le jeune Spener reçoit principalement son éducation religieuse de sa marraine la comtesse Agathe de Ribeaupierre et du prédicateur de la cour Joachim Stoll. Il reste marqué par le principal ouvrage de Jean Arndt, Le vrai christianisme.
En 1650, Spener part peut-être au lycée de Colmar. Puis, il entreprend entre 1651 et 1658 des études de théologie et de philosophie à l'université de Strasbourg et est formé à l'orthodoxie luthérienne, notamment sous l'égide des professeurs Jean Schmidt et Jean Conrad Dannhauer. Sébastien Schmidt l'initie à l'exégèse. En 1653, il y obtient le grade de maître en philosophie grâce à sa thèse dirigée contre Thomas Hobbes. Il s'agit de l'une des premières critiques du philosophe anglais. Il traverse cependant une grave crise intérieure. Il possède déjà à l'époque le goût de la généalogie et de l'héraldique, ce qui l'amène à se mettre en rapport avec plusieurs milieux de la noblesse. Il y consacre plusieurs ouvrages au cours de sa vie. De 1654 à 1656, il est le précepteur des enfants du comte palatin Christian de Deux-Ponts-Birkenfeld. Il voyage ensuite en Suisse où il découvre le calvinisme, à Genève et à Bâle, puis il se rend à Stuttgart et à Tübingen. Il reprend ses études à son retour à Strasbourg, malgré une proposition de cure et obtient son doctorat de théologie le 23 juin 1664, avec une thèse portant sur la «nouvelle naissance». Le même jour, il se marie avec Susanna Erhardt, fille d'un membre des conseils des XIII, des XV et des XXI de Strasbourg.

### Le père du piétisme allemand

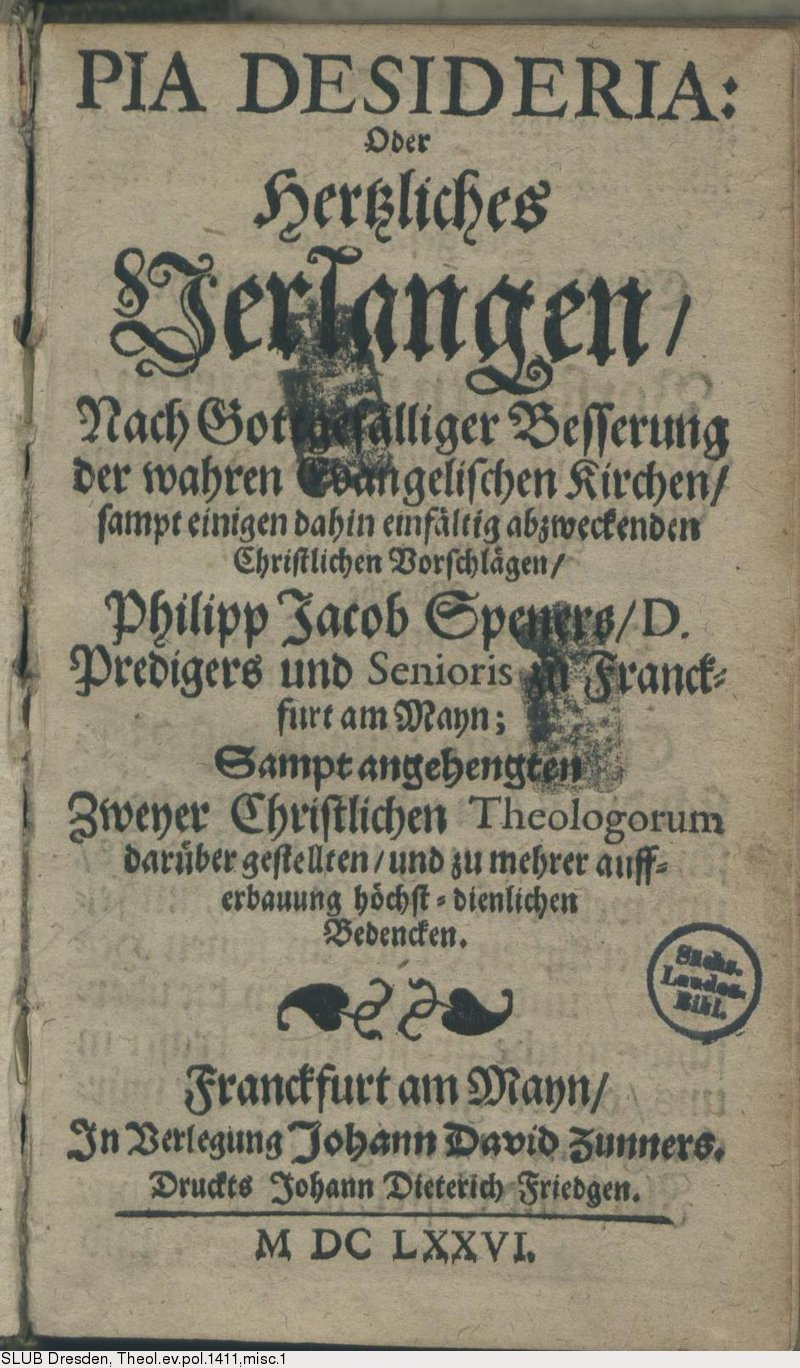
Page de titre de l'édition princeps de Pia desideria, texte fondateur du piétisme allemand.

Renonçant finalement à la carrière universitaire, Spener devient prédicateur libre à la cathédrale de Strasbourg, puis pasteur à Francfort-sur-le-Main. Il obtient ce poste prestigieux plus par chance (on ne trouvait personne d'autre) que par une quelconque renommée. Au contact de ses paroissiens, Spener est témoin de leur détresse spirituelle face à ce qu'il appellera plus tard les maux du luthéranisme, c'est-à-dire son formalisme et son dogmatisme. Durant vingt ans, il prêche beaucoup, il correspond avec de nombreux théologiens et il fait éditer des auteurs qu'il affectionne, comme Jean Arndt. Il cherche également à réhabiliter la confirmation qui ne se pratiquait plus guère dans la ville et il s'investit dans l'éducation religieuse de la jeunesse au moyen de séances de catéchisme suivies d'examens. De ces dernières, il en tire un Petit Catéchisme inspiré de celui de Martin Luther.
C'est à cette époque qu'il organise chez lui des assemblées de prières, les collegia pietatis (« collèges de piété »). Cette initiative vient d'un groupe de quatre ou cinq hommes, dont fait partie le juriste Johann Jakob Schütz, qui influence beaucoup Spener dans le domaine de l'eschatologie. Ces réunions suscitent rapidement des critiques au sein de la ville, elles sont vues comme une preuve de sectarisme. Spener écrit en 1675 le texte fondateur de ce petit cercle d'adhérents, les Pia Desideria, qui se révèlent être un succès et qui jettent les bases du piétisme. Ce petit programme de réformes et de règles de vie suscite également une opposition virulente. Rarement un texte de ce genre a eu un tel impact depuis le XVIe siècle. Il y propose notamment la formation de conventicules chargés de répandre la Parole de Dieu, de rétablir le sacerdoce universel et de faire prévaloir la piété chrétienne contre la théologie et l'édification dans les prêches plutôt que l'érudition et la rhétorique. Sa situation devient délicate quand ses auditeurs se transforment en partisans, qui finissent par rompre avec l'Église officielle. Cela n'explique pourtant pas son départ soudain pour Dresde en 1686.
À Dresde, il accepte d'être prédicateur à la cour du prince électeur de Saxe. Cependant, Spener ne reste que peu de temps en fonction, ne supportant pas la légèreté des mœurs à cette cour. Brouillé avec l’Électeur de Saxe, il gagne Berlin en 1691, où il passe les dernières années de sa vie. Le poste d'inspecteur et premier pasteur de l'église Saint-Nicolas lui est offert par l'Électeur de Brandebourg, futur Frédéric Ier de Prusse. Cette amitié lui permet d'avoir une influence déterminante à la cour de Brandebourg, la faculté de théologie au sein de la jeune Université de Halle, où ses ouvrages furent étudiés et qui devint alors le foyer du piétisme.
Il a aussi ses détracteurs, en particulier les frères Carpzov : Samuel Benedikt qui avait été son ami intime et Jean Benedikt. Jusqu'à sa mort, il est desservi dans les milieux luthériens orthodoxes du fait du fanatisme de certains de ses adhérents.

## Pensée de Spener

### Un nouveau réformateur?

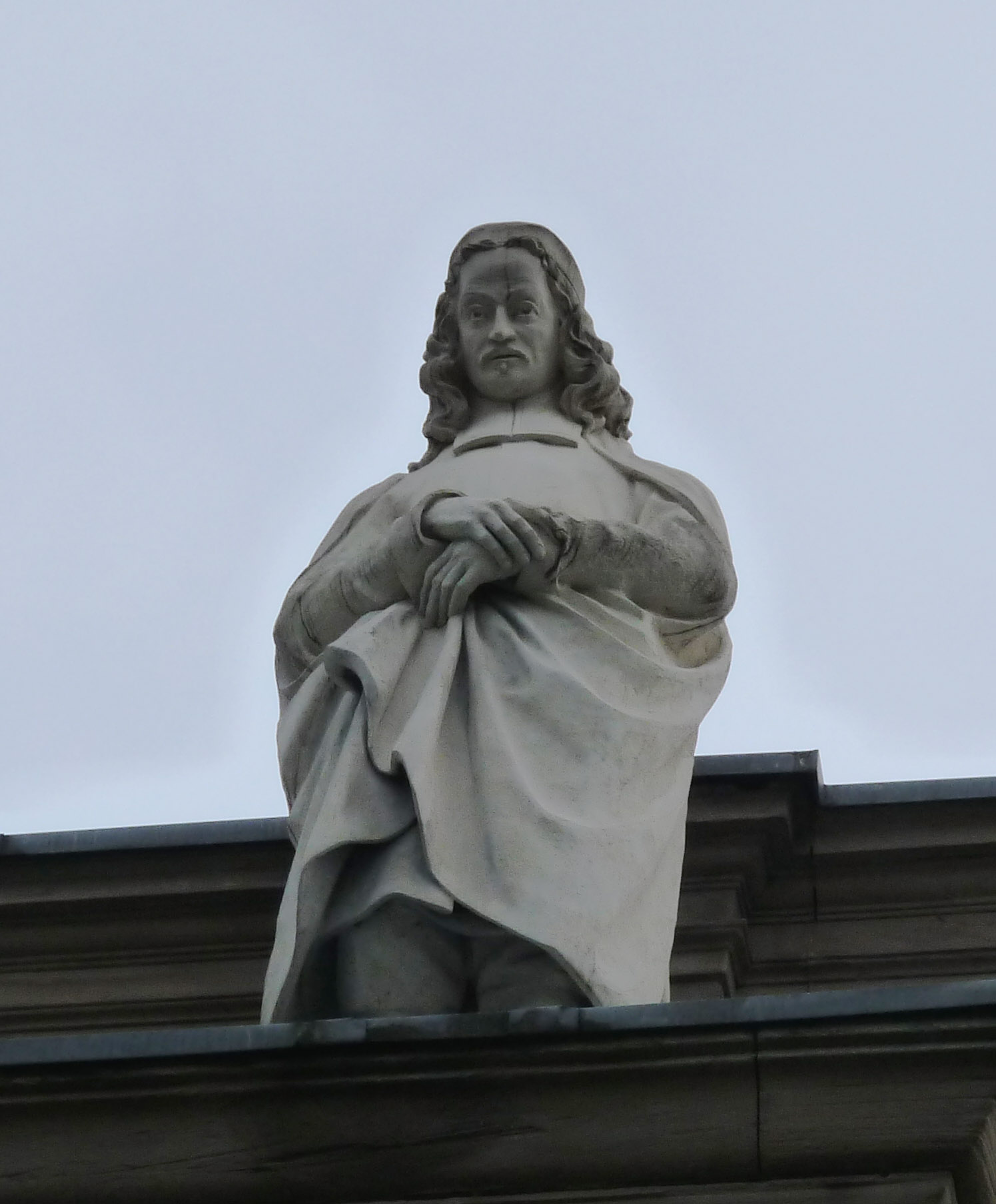
Statue de Spener (corniche du Palais universitaire de Strasbourg).

Les contemporains de Spener l'ont considéré comme un nouveau réformateur. Sa stature exerçait une certaine fascination chez ceux qui étaient reçus dans le foyer. Lui-même se voyait plutôt comme un fidèle disciple de Martin Luther, même s'il accréditait l'idée qu'il fallait envisager une réforme permanente de l'Église, celle du XVIe siècle se révélant insuffisante. Toutefois, il n'est pas devenu une personnalité aussi populaire que Luther, probablement à cause de son moralisme assez étroit et de sa personnalité réservée. En effet, il n'appréciait ni le rire, ni la danse, ni le tabac.
Pour Spener, seule l'Église « vraie » est importante. Cette Église doit rassembler les vrais chrétiens et prendre ses distances par rapport au monde, afin de ne plus commettre de péchés. C'est le principe de l'ecclesiola in ecclesia (« l'Église dans l'Église »), une mise en communauté des gens pieux. Cela ne l'empêche pas de critiquer le piétisme radical, car il reste profondément attaché à l'Église luthérienne. Malgré cette volonté de se retirer du monde, c'est le même homme qui prône une piété axée sur le sentiment. Selon son biographe Wallmann son caractère indécis et réservé serait donc plutôt une conséquence de sa grande prudence. Il souhaitait rester ouvert à d'autres interprétations et à d'autres avis.

« Il ne suffit pas en somme de s'occuper de l'homme extérieur seulement : cela, une éthique païenne peut le faire aussi. Mais nous devons poser les fondements dans les cœurs, solidement ; nous devons montrer que ce qui ne provient pas du cœur n'est qu'hypocrisie, et donc habituer les gens, premièrement à s'occuper de l'homme intérieur, à réveiller l'amour pour Dieu et pour le prochain par les moyens adéquats, et ensuite à agir sous l'impulsion de cela. »

— Philipp Jacob Spener, Pia desideria.
En ce qui concerne l'eschatologie, Spener avait pour le moins une pensée originale pour un homme du XVIIe siècle ; contrairement à ses contemporains qui pensaient depuis Luther que la fin des temps était proche, il affirme à partir de 1674 qu'il faut travailler à l'amélioration de l'Église car celle-ci allait au-devant de temps meilleurs. Pour lui, ces temps meilleurs arriveraient lors de la conversion des Juifs et la chute de l'Église romaine.
L'orthodoxie luthérienne reste malgré tout très présente chez Spener, notamment dans sa conception de la « nouvelle naissance ». Celle-ci comprend la naissance de la foi, la justification (l'imputation de la justice du Christ, c'est-à-dire que sa justice s'étend à tous les hommes), l'adoption de l'homme comme enfant de Dieu et la création de l'homme nouveau.
Spener était très sensible aux problèmes sociaux. Dès son séjour à Strasbourg, l'assistance publique le préoccupa. À Francfort, il souhaita une réorganisation de l'aide financière. Il a beaucoup insisté auprès du Magistrat afin que celui-ci fasse construire un hospice pour les pauvres et il contribua à la fondation d'un orphelinat.

### Postérité

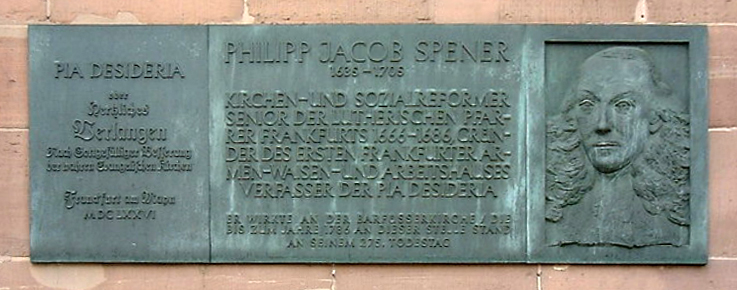
Plaque commémorative à l'église Saint-Paul de Francfort.

De son vivant et au cours du XVIIe siècle, le rayonnement de Spener s'exerça dans de nombreuses publications. August Hermann Francke, professeur de théologie à l'université de Halle, a développé ses idées. Le piétisme a fortement marqué le protestantisme allemand, valorisant une religion plus personnelle et un rigorisme moral prononcé. Spener et ses partisans ont contribué à la valorisation de la place des laïcs au sein des communautés chrétiennes, ce qui est encore l'un des objectifs importants du luthéranisme de nos jours.
Au XVIIIe siècle, le piétisme continue à se réclamer de lui. En 1740, le baron de Canstein le désigne comme « le patriarche du piétisme », « le modèle d'un maître » et « un homme de bien ». Au XIXe siècle, le Réveil piétiste se réclame plutôt de la Bible et n'avait que peu d'intérêt pour les filiations historiques. Ses écrits continuent toutefois à être lus et les études sur Spener sont nombreuses (les plus importantes sont celles de Rathgeber et de Grünberg). Au XIXe et XXe siècles, des jubilés commémorent sa naissance. Un monument est élevé en son honneur à Ribeauvillé, sa ville natale. On peut y lire : « Par son zèle et sa constance, il a ravivé en Allemagne l'esprit du christianisme éteint ». Sur sa pierre tombale, on dit de lui que « dans sa vie, son enseignement et ses écrits, il n'a pas eu d'autre but que le vrai culte dans la sainteté et la justice ».
Le piétisme spénérien est diffusé au Pays de Montbéliard par Jean-Frédéric Nardin, qui le découvre lors de ses études de théologie à Tübingen. Le recueil des sermons de Jean-Frédéric Nardin est par ailleurs diffusé dans tout le monde francophone par les colporteurs évangéliques, et est une des sources d'inspiration du Réveil protestant francophone.

## Œuvres principales
Spener a beaucoup écrit au cours de sa vie. Une bibliographie complète est disponible dans le troisième volume de la biographie de Spener écrite par Paul Grünberg. Sa correspondance, qui est en cours d'édition, était si abondante que l'empereur lui attribua une franchise postale.

### Héraldique et généalogie
- Tabulae chronologicae, Stuttgart, 1660, in-8o.
- Sylloge genealogico-historica, Francfort, 1665, rééd., 1677, in-8o.
- Commentarius in insignia domus Saxonicae, Francfort, 1668, in-4°.
- Theatrum nobilitatis Europaeae, Francfort, 1668-78, 2 vol., in-fol.
- Historia insignium illustrium, seu opus heraldicum, Francfort, 1680-90, 2 vol. in-fol.
- Illustriores Galliæ stirpes, Francfort, 1689, in-fol.

### Théologie, sermons et textes piétistes
- Pia desideria, Francfort, 1675, in-12 - (souvent réimpr.).
- Das geistliche Priesterthum (en français : Le Sacerdoce spirituel), Francfort, 1677, in-12, rééd., Stuttgart, 1851, in-8o.
- Christliche Leichenpredigten (en français : Oraisons funèbres), Francfort, 1677-1707, 13 vol. in-4.
- Busspredigten (en français : Sermons de pénitence), Francfort, 1678-1710, 3 vol. in-4.
- Des thaetigen Christenthums Nothwendigkeit (en français : De la nécessité du christianisme pratique), Francfort, 1679, 1721, in-4.
- Tabulae catecheticae, Francfort, 1683, in-fol.
- Klagen ueber das verdorbene Christenthum (en français : Plaintes sur la corruption du christianisme), Francfort, 1684, in-12.
- Der innerliche and geistliche Friede (en français : La Paix intérieure et spirituelle), Francfort, 1685, in-12.
- Evangelische Glaubentslehre (en français : Doctrines des dogmes évangéliques), Francfort, 1638, in-4.
- Evangelische Lebenspflichten (en français : Devoirs de la vie évangélique), Francfort, 1692, 1715, in-4, rééd, Berlin, 1761, in-4.
- Wahrhafte Erzaehlung dessen was wegen des sogenannten Pietismi in Deutschland vorgegangen (en français : Récit sincère de ce qui s'est passé en Allemagne au sujet du soi-disant piétisme), Francfort, 1697, in-12.
- Historie der Wiedergeborenen (en français : Histoire de ceux qui renaissent par la grâce), Francfort, 1698, 3 vol., in-8o.
- Geistreiche Schriften, Francfort, 1699, in-4; Magdebourg, 1742, 2 vol. in-4 - (œuvres spirituelles).
- Theologische Bedenken (en français : Questions théologiques), Halle, 1700-1721, 5 vol. in-4 - (recueil de cas de conscience)
- Predigten ueber diesonntaeglichen Evangelien (en français : Sermons sur les Évangiles des dimanches), Halle, 1706-1709, 2 vol., in-4.
- Kleine geistliche Schriften, Leipzig, 1741, 2 vol., in-4 - (opuscules spirituels).
- Philipp Jakob Spener Schriften, Hildesheim - New-York, Georg Olms, 1979-1989, 8 vol.

## Traductions en langue française
- Philippe-Jacques Spener, Pia desideria, traduit de l'allemand par Annemarie Lienhard, présentation par Marc Lienhard, Éditions Arfuyen, coll. "Les Cahiers d'Arfuyen", Paris-Orbey, 1990.
- Philippe-Jacques Spener, La Vie évangélique (Pia desideria), traduction révisée d'Annemarie Lienhard, présentation par Marc Lienhard, Éditions Arfuyen, coll. "Les Carnets spirituels", Paris-Orbey, 2017.
- Philipp Jacob Spener (trad. Annemarie Lienhard, notes et postface Marc Lienhard), Pia desideria ou désir sincère d'une amélioration de la vraie Église évangélique, Paris, Arfuyen, 1990, 121 p.
- Les lettres de Spener sont en cours d'édition depuis 1992. Il y a à ce jour cinq tomes consacrés à sa correspondance francfortoise (Philipp Jakob Spener, Briefe aus der Frankfurter Zeit 1666-1686, Tübingen, 1992 ; 1996 ; 2000 ; 2005 ; 2010) et trois tomes consacrés à son séjour à Dresde (Philipp Jakob Spener, Briefe aus der Dresdener Zeit 1686-1691, Tübingen, 2003 ; 2009 ; 2013).

#### Articles anciens de dictionnaires
- Grand dictionnaire historique de Moréri 1759
- Dictionnaire de Chaudon 1821 - Tome 25
- Encyclopédie des gens du monde (1833-1844) - Tome 21.2
- Nouvelle biographie générale Hoefer 1852-1866 Tome 44
- Biographie universelle, ou Dictionnaire historique Weiss 1841 - Tome 5
- Biographie universelle ancienne et moderne - Tome 40
- La Grande Encyclopédie, inventaire raisonné des sciences, des lettres, et des arts - Tome 30
- Grand dictionnaire universel du XIXe siècle - Tome 14
- Dictionnaire universel d'histoire et de géographie Bouillet Chassang

#### Études anciennes sur Spener et le piétisme
- (de) Canstelo (Canstein), Lebensbeschreibung Speners, Halle, 1740, in-8o.
- Henri Grégoire, Histoire des sectes religieuses [...], tome cinquième, Paris, Baudouin Frères, 1829, chap. VI (« Piétistes, sectateurs de Spener [...] », p. 335-352, [lire en ligne].
- (de) Paul Grünberg, Philipp Jakob Spener, 3 vol., Göttingen, 1893-1906, rééd. en fac simile en 1988 : Hildesheim, Zürich, G. Olms, New York
- Eugène et Émile Haag, La France protestante, ou Vies des protestants français qui se sont fait un nom dans l'histoire depuis les premiers temps de la Réformation jusqu'à la reconnaissance du principe de la liberté des cultes par l'Assemblée nationale, tome IX, Paris, J. Cherbuliez, 1859, p.296-305, [lire en ligne].
- (de) Wilhelm Hossbach, Spener und seine Zeit, Berlin, 1828, 2 vol. in-8o.
- Jules Rathgeber, Spener et le réveil religieux de son époque, 1635-1705, Paris, 1868.
- (de) Carl August Wildenhahn, Ph.-J. Spener, Leipzig, 1842-1847, 2 vol. in-8o.